# Orca pigmea
L'orca pigmea (Feresa attenuata) és un cetaci petit i rar de la família dels dofins oceànics (Delphinidae). El seu nom comú deriva del fet que comparteix algunes característiques comunes amb l'orca i que és molt més petita que aquesta espècie. En una ocasió, quan es tancaren en captivitat unes quantes orques pigmea a Hawaii i Sud-àfrica, foren extremament agressives – arribant al punt de matar-se l'una a l'altra. Un tercer grup capturat al Japó no presentà aquesta agressivitat.